# Thermophis
Thermophis är ett släkte ormar i familjen snokar. Släktet tillhör underfamiljen Dipsadinae som ibland listas som familj.
Arterna förekommer i Tibet och i angränsande provinser av Kina. De lever i bergstrakter och når ibland 4500 meter över havet. Individerna besöker ofta vattenansamlingar och de har främst fiskar som föda. Det är inte känt om honor lägger ägg eller om de föder levande ungar. Under den kalla årstiden söker arterna skydd nära heta källor.
Arter enligt The Reptile Database:
- Thermophis baileyi
- Thermophis shangrila
- Thermophis zhaoermii